# Nederlandse kampioenschappen BMX
De Nederlandse kampioenschappen BMX worden jaarlijks door KNWU georganiseerd in verschillende leeftijdsklassen. In dit artikel zijn de uitslagen vermeld van de elite-rijders.

## Mannen
| Jaar | Winnaar               | Tweede                | Derde                  |
| ---- | --------------------- | --------------------- | ---------------------- |
| 2004 | Arno Kanis            | Sander Bisseling      | Dennis Wissink         |
| 2005 | Arno Kanis            | Dennis Wissink        | Jordy Agues            |
| 2006 | Martijn Scherpen      | Arno Kanis            | Rob van de Wildenberg  |
| 2007 | Martijn Scherpen      | Sander Bisseling      | Raymon van der Biezen  |
| 2008 | Roy van den Berg      | Martijn Scherpen      | Sander Bisseling       |
| 2009 | Ivo van der Putten    | Martijn Jaspers       | Jelle van Gorkom       |
| 2010 | Raymon van der Biezen | Sander Bisseling      | Rob van den Wildenberg |
| 2011 | Jelle van Gorkom      | Raymon van der Biezen | Martijn Jaspers        |
| 2012 | Ivo van der Putten    | Twan van Gendt        | Glenn van de Wetering  |
| 2013 | Martijn Scherpen      | Twan van Gendt        | Jelle van Gorkom       |
| 2014 | Jelle van Gorkom      | Twan van Gendt        | Joris Harmsen          |
| 2015 | Twan van Gendt        | Raymon van der Biezen | Joris Harmsen          |
| 2016 | Dave van der Burg     | Joris Harmsen         | Martijn Jaspers        |
| 2017 | Niek Kimmann          | Dave van der Burg     | Twan van Gendt         |
| 2018 | Niek Kimmann          | Joris Harmsen         | Dave van der Burg      |
| 2019 | Niek Kimmann          | Twan van Gendt        | Dave van der Burg      |
| 2020 | Dave van der Burg     | Mitchel Schotman      | Twan van Gendt         |
| 2021 | Mitchel Schotman      | Justin Kimmann        | Brian van Eeuwijk      |
| 2022 | Jay Schippers         | Dave van der Burg     | Justin Kimmann         |
| 2023 | Dave van der Burg     | Justin Kimmann        | Mitchel Schotman       |
| 2024 | Ynze Oegema           | Joey Nap              | Rik Ouwendorp          |
| 2025 | Jaymio Brink          | Mitchel Schotman      | Justin Kimmann         |

## Vrouwen
| Jaar | Winnaar           | Tweede             | Derde                |
| ---- | ----------------- | ------------------ | -------------------- |
| 2004 | Willy Kanis       | Natalja Busschers  | Femke Majchrzak      |
| 2005 | Willy Kanis       | Lieke Klaus        | Joyce Seesing        |
| 2006 | Lieke Klaus       | Willy Kanis        | Maartje Hereijgers   |
| 2007 | Willy Kanis       | Linda Langehuijsen | Angelique van Gemert |
| 2008 | Lieke Klaus       | Femke Majchrzak    | Tessa Meerholz       |
| 2009 | Lieke Klaus       | Willy Kanis        | Maartje Hereijgers   |
| 2010 | Lieke Klaus       | Joyce Seesing      | Maartje Herreijgers  |
| 2011 | Joyce Seesing     | Dana Sprengers     | Merle van Benthem    |
| 2012 | Lieke Klaus       | Laura Smulders     | Maartje Herreijgers  |
| 2013 | Laura Smulders    | Maartje Hereijgers | Dana Sprengers       |
| 2014 | Merle van Benthem | Laura Smulders     | Lieke Klaus          |
| 2015 | Laura Smulders    | Merle van Benthem  | Lieke Klaus          |
| 2016 | Laura Smulders    | Daniëlle Vrenegoor | Viviana van Hees     |
| 2017 | Laura Smulders    | Judy Baauw         | Ruby Huisman         |
| 2018 | Laura Smulders    | Judy Baauw         | Merel Smulders       |
| 2019 | Laura Smulders    | Judy Baauw         | Merel Smulders       |
| 2020 | Laura Smulders    | Merel Smulders     | Judy Baauw           |
| 2021 | Ruby Huisman      | Manon Veenstra     | Indy Scheepers       |
| 2022 | Laura Smulders    | Judy Baauw         | Manon Veenstra       |
| 2023 | Merel Smulders    | Daniëlle Vrenegoor | ʘ [ 1 ]              |
| 2024 | Judy Baauw        | Indy Scheepers     | Amber Walravens      |
| 2025 | Manon Veenstra    | Indy Scheepers     | Amber Walravens      |